# Villers-Bretonneux Military Cemetery
Villers-Bretonneux Military Cemetery is een begraafplaats gelegen in de Franse plaats Villers-Bretonneux (Somme). De militaire graven worden onderhouden door de Commonwealth War Graves Commission.
De begraafplaats telt 1535 geïdentificeerde Gemenebest graven, waarvan 1533 uit de Eerste Wereldoorlog en 2 uit de Tweede Wereldoorlog.
Op de begraafplaats bevindt zich het Villers-Bretonneux Memorial.